# 호두까기 인형
호두까기 인형(러시아어: Щелкунчик, 영어: The Nutcracker)은 표트르 차이콥스키가 작곡한 발레 음악이자 이에 맞추어 공연되는 발레 작품이다. 독일의 작가인 E. T. A. 호프만의 동화인 《호두까기 인형과 생쥐 대왕》을 모델로 한 발레 작품으로, 《백조의 호수》에 이어 널리 상연되었고, 또 모음곡(組曲)으로서 종종 연주되고 있을 정도로 그 음악이 매우 대중적이다. 모음곡으로는 매우 선명한 리듬의 행진곡, 우아한 꽃의 원무곡, 성격무용의 트레팩, 아라비아의 춤, 중국의 춤, 풀피리의 춤 등이 포함된다.
차이콥스키는 한창 작곡 중이던 1891년 프랑스 파리에서 악기 제작자 뮤스텔이 만든 '첼레스타'라는 악기를 발견하였는데 이 악기는 1886년 발명된 악기로서 당시 유럽에 그다지 보급되지 않은 악기였다. 첼레스타의 음색에 매료된 차이콥스키는 출판업자 유르겐손에게 편지를 보내 이 악기를 1200프랑 상당에 구입해놓을 것과, 다른 작곡가들이 먼저 사용하는 일이 없도록 신신당부를 하였다고 한다. 차이콥스키는 첼레스타 뿐만 아니라 효과 악기인 크레셀(래틀), 장난감 북, 장난감 나팔 그리고 1막에서의 마지막 곡인 '눈의 왈츠'에 24명의 여성합창(또는 어린이합창)을 편성에 넣는 등 당시로서는 독특한 시도를 하였다.
차이콥스키는 발레 초연을 하기 전 1892년 3월 31일에 전곡 중 8곡을 선곡하여 모음곡으로 엮어서 먼저 초연을 하였으며 큰 호응을 얻었다. 정작 발레 초연은 실패를 하였는데 엉성한 무대 연출과 경험이 부족한 무용수 등 때문이었다. 발레 작품으로서는 1892년 12월 18일 황실 마린스키 극장에서 초연되었으며, 지휘는 리카르도 드리고, 안무는 레프 이바노프, 사탕 요정 역은 안토니에타 델루에라, 왕자 역은 파벨 게르트, 호두까기 인형 역은 세르게이 레가트가 맡았다.

## 줄거리
- 〔제1막〕 크리스마스 밤, 클라라의 집에서 손님인 드로셀마이어가 이 집의 소녀 클라라에게 호두까기 인형을 선물한다. 클라라는 너무 기뻐 밤에 잠마저 제대로 이루지 못한다. 인형이잘 있는지 궁금해서, 인형을 놓아 둔 응접실에 가보았더니, 장난감 병정이 호두까기 인형의 지휘하여 한 무리로 생쥐들과 전쟁을 하는 중이다. 클라라가 인형을 돕자, 아름다운 소년이 되어, 그 보답으로 그녀를 과자의 나라로 안내한다.
- 〔제2막〕 제1장은 과자의 나라로 가는 도중에, 눈의 정령들이 성대하게 송별한다. 제2장은 과자의 나라에서, 두 사람을 맞은 과자의 나라에서는 설탕과자의 여왕에게 즐겨운 과자의 초대연을 받아, 마지막으로 설탕과자의 여왕과 소년과의 그랑 파드되의 환송을 받으며 클라라는 자기 집으로 돌아오는 내용이다.

## 악기 편성
- 목관악기: 플루트3(제2~3은 피콜로를 같이 연주), 오보에2, 잉글리시 호른, 클라리넷(내림 나와 가)2, 베이스 클라리넷(내림 나), 바순2
- 금관악기: 호른(바조)4, 트럼펫(가와 내림 나)2, 트롬본(테너2, 베이스1)3, 튜바
- 타악기: 팀파니, 글로켄슈필, 작은북, 큰북, 심벌즈, 탬버린, 캐스터네츠, 탐탐
- 건반악기: 첼레스타
- 장난감 악기: 래틀, 트럼펫, 북, 장난감 뻐꾸기, 장난감 메추라기, 심벌즈, 장난감 소총
- 현악기: 하프2, 현악5부
- 성악: 소프라노, 알토 합창